# Tim Mälzer
Tim Mälzer (Elmshorn, 22 de enero de 1971) es un cocinero alemán propietario de la cadena de restaurantes Das Weiße Haus («La casa blanca») en Övelgönne, Hamburgo, y presentador de programas de cocina como Schmeckt nicht gibt's nicht («Que no te guste no se permite»). Ha logrado fama por su cocina alegre y su interpretación innovadora de la gastronomía alemana tradicional. Suele preparar platos rápidos al recorrer tanto a ingredientes comunes como a tales fuera de las normas, hasta a medio preparados.

## Biografía
Tras el Bachillerato en Pinneberg y sus estudios en la ciudad de Hamburgo como cocinero del Hotel Intercontinental fue Mälzer dos años a estudiar con los cocineros de Londres en el Hotel Ritz. Tras esta experiencia en los restaurantes Neal Street Restaurant.
Desde diciembre del 2003 presenta un programa de televisión denominado Schmeckt nicht gibt's nicht en la cadena alemana VOX. Su estilo es muy desenfadado y juvenil.

## Premios
2006 obtuvo el prestigioso premio alemán la Goldene Kamera en la categoría de HÖRZU-Leserwahl (lector de la revista alemana HÖRZU como uno de los mejores: "Beste Koch-Show" (Show de cocina) para su programa de Televisión Schmeckt nicht gibts nicht.

## Obra
- Born to Cook. 2004. ISBN 3-442-39079-6
- Born to Cook 2. 2005. ISBN 3-442-39087-7
- Neues vom Küchenbullen. 2006. ISBN 3-89941-372-5